# Kallinikos von Heliopolis

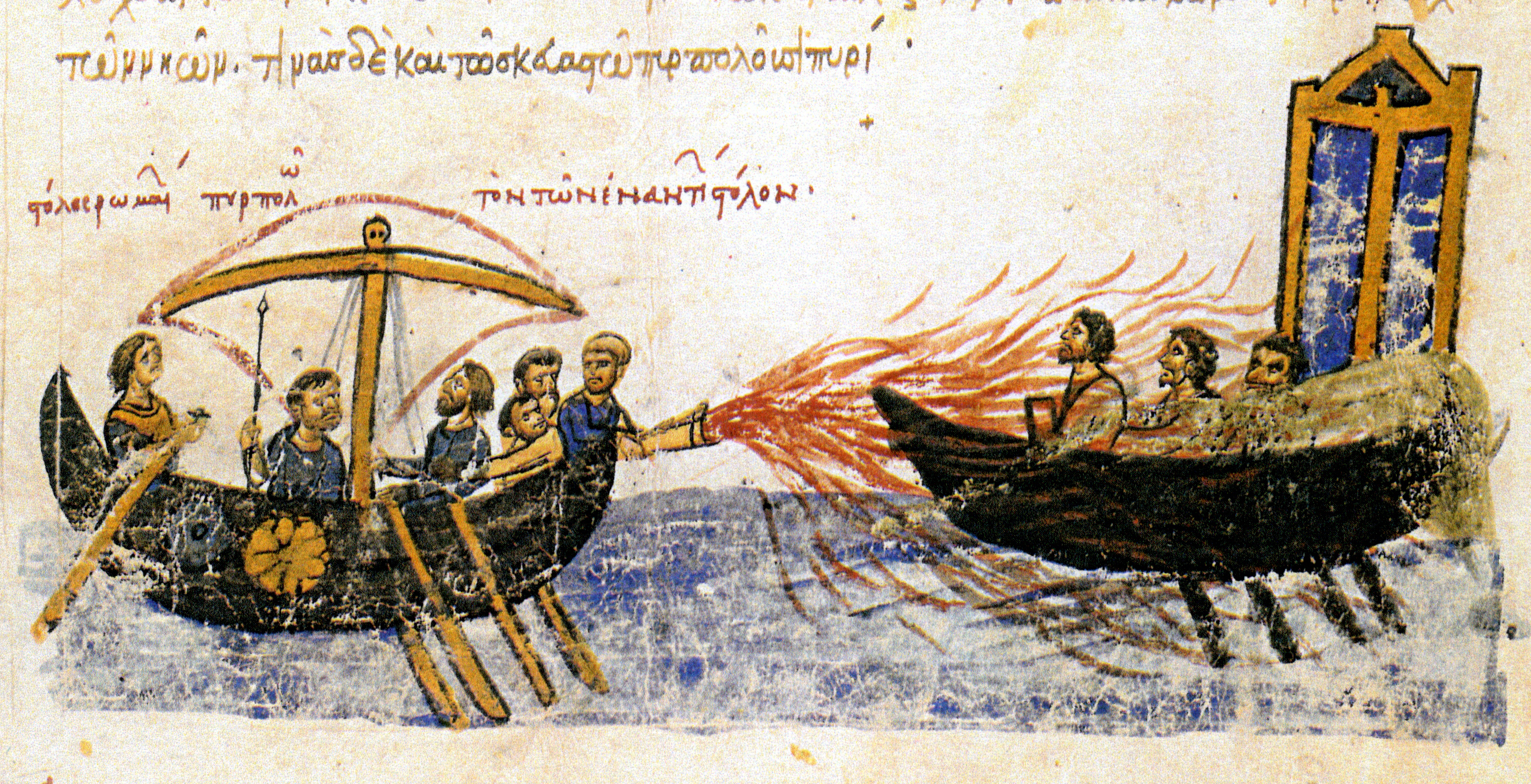
Griechisches Feuer im Einsatz (Darstellung aus dem 12. Jahrhundert)

Kallinikos von Heliopolis (mittelgriechisch Καλλίνικος, lateinisch Callinicus) war ein im 7. Jahrhundert lebender byzantinischer Architekt und Erfinder. 
Kallinikos war Grieche und stammte ursprünglich aus dem syrischen Heliopolis (Baalbek im heutigen Libanon). Nur sehr wenig ist über sein Leben bekannt. Er flüchtete wohl in den 60er oder frühen 70er Jahren des 7. Jahrhunderts aus dem arabisch beherrschten Syrien nach Konstantinopel.
Gewöhnlich wird die Erfindung des so genannten Griechischen Feuers um 670 ihm zugeschrieben. Dabei handelte es sich um eine hochentzündendbare, gallertartige Flüssigkeit. Diese wurde durch entsprechende Vorrichtungen (Siphonen) auf feindliche Schiffe gespritzt oder in Töpfen auf sie geworfen. Kallinikos wird das Gemisch selbst entwickelt haben; wäre es schon in Syrien bekannt gewesen, ließe sich die Verwunderung der Araber nur schwer erklären, zumal der Chronist Theophanes die Erfindung ausdrücklich Kallinikos zuschreibt. Eine Quelle verlegt die Erfindung des Gemischs unverständlicherweise in weitaus spätere Zeit.
Zuerst wurde das Feuer von den Byzantinern in einer Seeschlacht bei Kyzikos gegen die arabische Flotte eingesetzt. Die neue Waffe ermöglichte den Sieg der Byzantiner und war auch von entscheidender Bedeutung für die welthistorisch sehr wichtige Abwehr der vierjährigen, bis 678 dauernden Belagerung von Konstantinopel durch die Araber. Auch in der Folgezeit verschaffte das Griechische Feuer der byzantinischen Flotte einen wichtigen Vorteil.  
Das Griechische Feuer ging bei der Plünderung Konstantinopels 1204 durch christliche Kreuzfahrer verloren. Seine Zusammensetzung war ein Staatsgeheimnis – es ist bis heute in seinen Einzelheiten nicht geklärt.